# Versales lombardas
La letra versales lombardas, también llamado mayúsculas góticas, es un tipo de letra ornamental basado en los tipos de letras Capitalis rustica y uncial. Se utiliza desde el siglo xii d. C. casi exclusivamente como letra capital para decorar el comienzo de secciones.
Se utilizó en pergaminos y en incunables.  En estos últimos el impresor dejaba el hueco para que el iluminador dibujase estas letras (reserva) con y sin indicación de la letra que debía dibujarse y más adelante se incluyó como parte de la impresión normalmente en otro color.

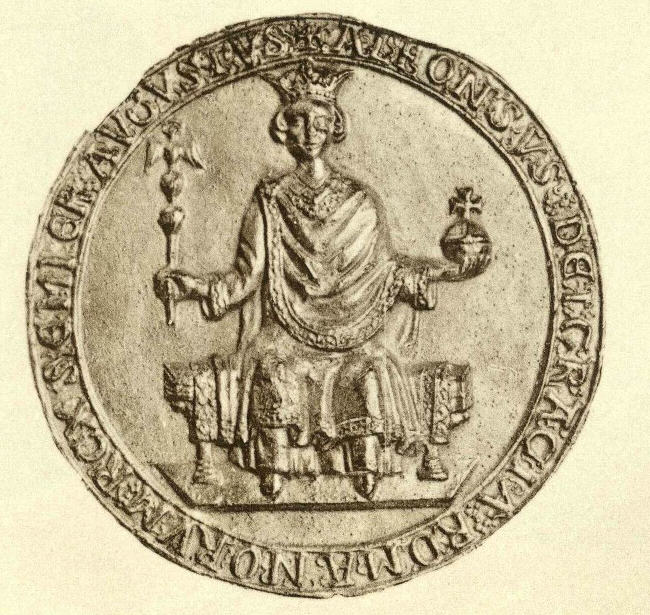
También se utilizó profusamente en sellos y monedas

Es un tipo de letra que al contrario de otras caligrafías requiere de la realización de varios trazos, por lo que no se puede utilizar para escribir rápidamente.
No hay que confundirlo con las minúsculas lombardas o escritura benaventana que fue la regionalización de la letra gótica en Italia en el siglo xiii d. C..
Actualmente este estilo de letra ha sido recreado por bastantes tipógrafos, entre los que destaca Goudy.